# Planotortrix
Planotortrix is een geslacht van vlinders van de familie bladrollers (Tortricidae), uit de onderfamilie Tortricinae.

## Soorten
- P. ascomorpha (Meyrick, 1934)
- P. clarkei (Philpott, 1930)
- P. conditana (Walker, 1863)
- P. excessana (Walker, 1863)
- P. flammea (Salmon, 1956)
- P. notophaea (Turner, 1926)
- P. orthocopa (Meyrick, 1924)
- P. orthropis (Meyrick, 1901)
- P. spatiosa (Philpott, 1923)
- P. syntona (Meyrick, 1909)
- P. tigris (Philpott, 1914)